# アヴァロン (ヨンヌ県)
アヴァロン （Avallon）は、フランス、ブルゴーニュ＝フランシュ＝コンテ地域圏、ヨンヌ県のコミューン。

## 歴史

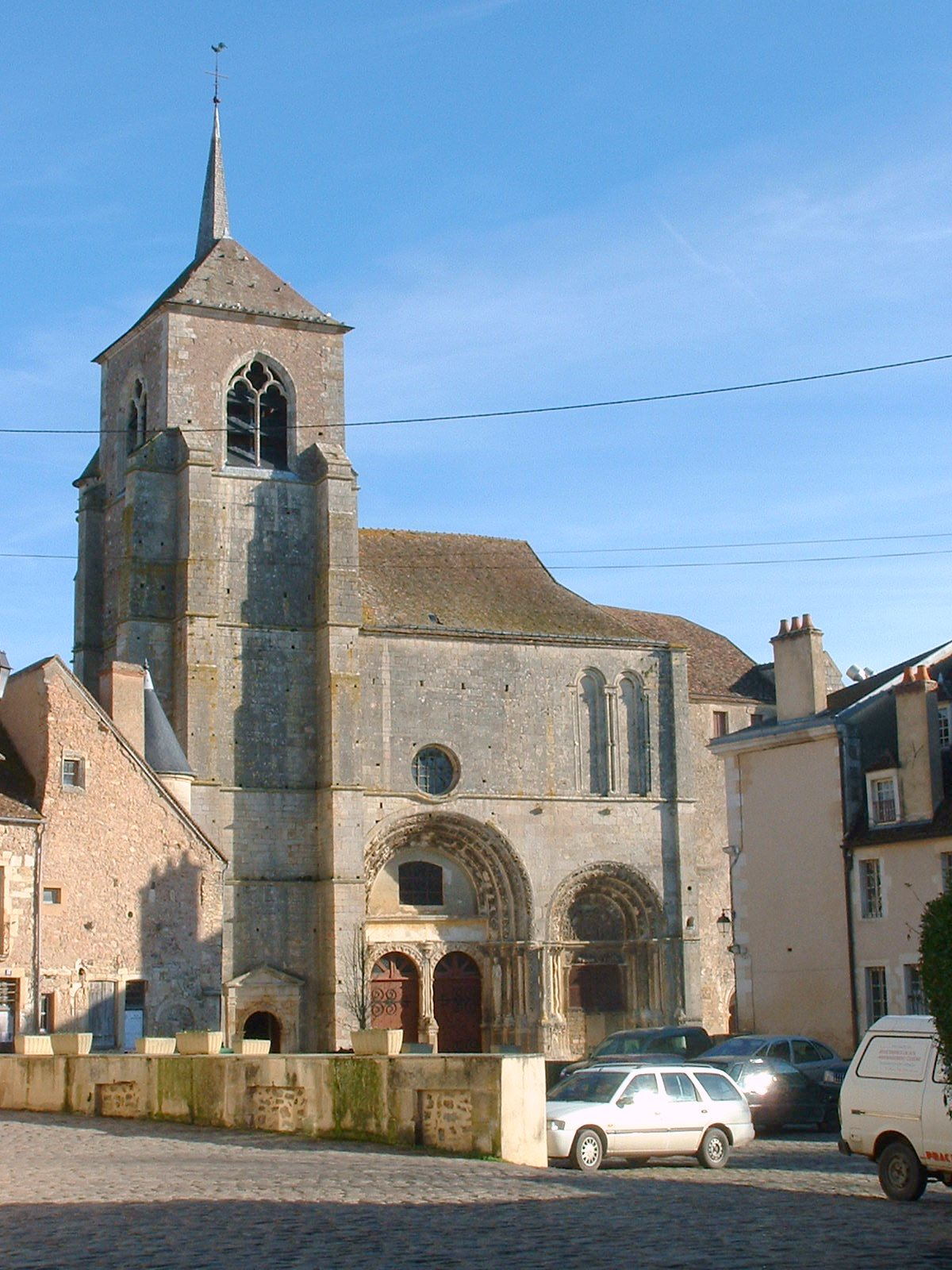
ロマネスク様式のサン＝ラザール教会

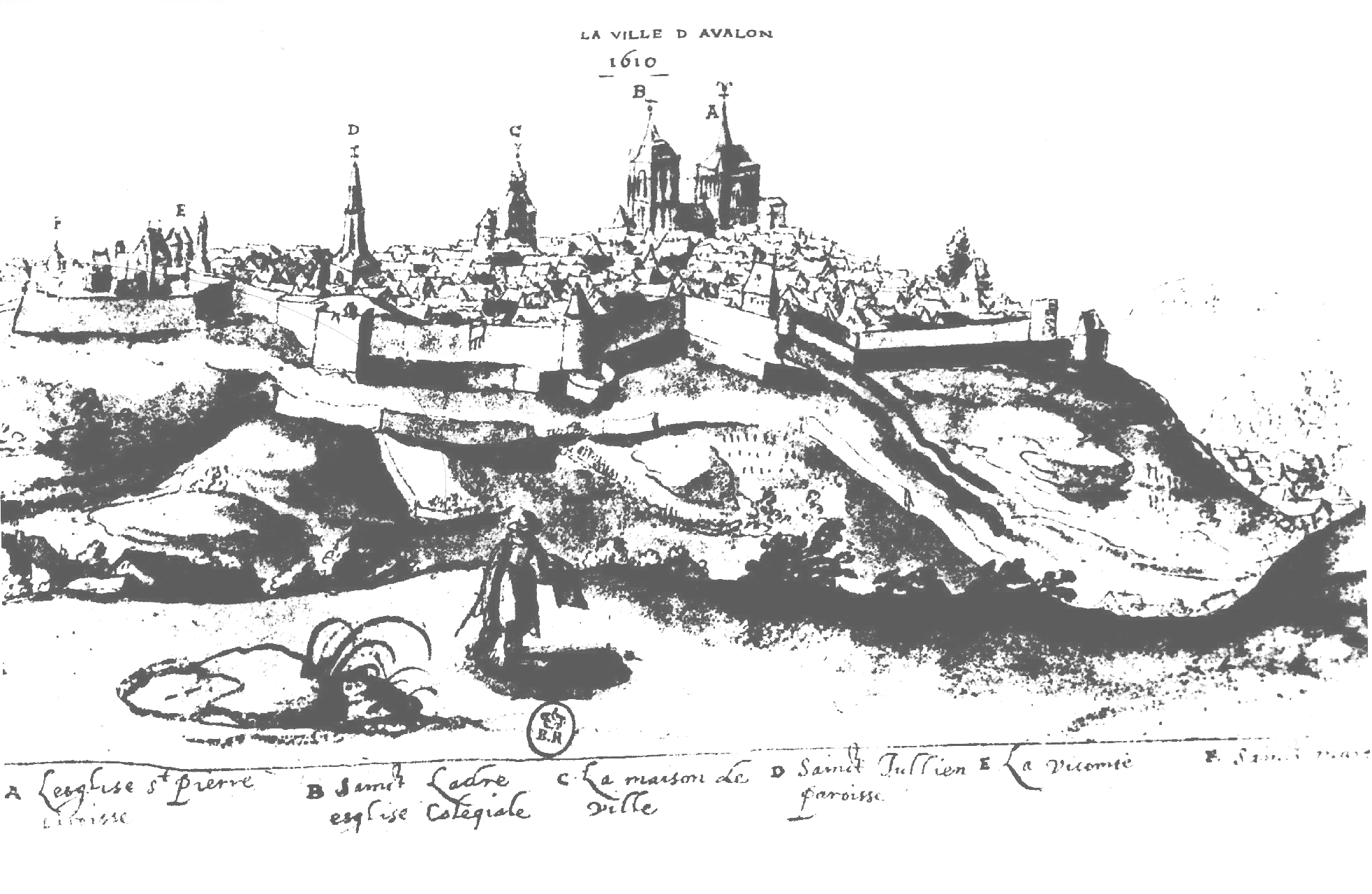
1610年頃のアヴァロン

この地には、ガリア系のアエドゥイ族（fr）のオッピドゥムがあった。この都市はオータンの州に依存していたとみられる。アントニウス・ピウスはその行程の中で、アバロネ（Aballone）について触れている。このアバロネは、ローマ時代に描かれた地図タブラ・ペウティンゲリアナ（fr）ではアバロ（Aballo、ケルト語でリンゴ）と記されており（ブルトン語ではaval）、これに接尾辞の-o/oneが付いた。モルヴァン山地にあるアヴァロンはオータンに暮らす裕福なガロ＝ローマ人家族を惹きつけていた。彼らはこの地に神殿、裁判所、劇場をつくった。
この地は長く軍事上の要所でもあった。5世紀後の侵攻時代、その名はアウァロネム・カストゥルム（Avallonem Castrum）であった。城が古い都市の上に建てられた。神殿は聖母マリアに捧げる礼拝堂となった。ローマ軍人が暮らしたプラエトリウム（en）は司法の場として残った。劇場は1765年まで発見されなかった。このときに発掘されたのは古い座席、6つのメダル、墓所、武器、アンフォラの破片であった。
7世紀、修道士ジョナスはカバロネム・カストゥルム（Cabalonem Castrum）について言及した。町の運命はブルゴーニュの運命とつながっていた。時には独立王国となり、時にはアウストラシアに併合された（9世紀まで）。カール大帝は806年に法令の中で、アヴァヨンとオーソワをルイ敬虔王へ授けた。817年にこれらはアキテーヌ王ピピン1世のものとなった。
931年、ブルゴーニュ公ジズルベルトは義兄弟ラウールと争ってアヴァロンを獲得し、オセール伯領に併合した。1002年、ロベール王はオトン・ギヨームからブルゴーニュ公領を取り戻すことを望んだ。アヴァヨンは3ヶ月間包囲され、飢餓状態に追い詰められて降伏した。町は荒らされ、住民は虐殺された。アヴァヨン住民と農奴は、3人の主人に仕えていた。ブルゴーニュ公、サン＝マルタン修道院長、サン＝ラザールの教会法である。第4回十字軍に参加する際、ブルゴーニュ公はアヴァロン住民を解放し、コミューン憲章を授けた。1110年には修道院長がブルゴーニュ公のまねをした。一方で、教会法は適用があきらめられただけで、影では強制されていた。住民は『統治するための4人の参事官（fr）を任命する権利を持ち、王の選択に従属して民衆隊長を防衛のため提供した。そして14世紀頃に第三部会がブルゴーニュ議会で開かれれば代表を2人送っていた』のだった。
15世紀初頭、塔と城壁が廃墟となった。フォール・デピスという集団の首領が、1433年に8ヶ月間アヴァヨンを領有する間、この暴挙を行った。試練から回復するのに20年かかった。住民は、コミューンの中心に監視用の四角い時計塔を建てた。道路は舗装された。1543年、人口がかつてのほぼ3倍となった。しかしユグノー戦争がコミューンのよい状態を維持させなかった。1590年、カトリック同盟軍がコミューンに甚大な被害を与えた。雷が、サン＝ラザール時計塔と小時計塔に、1589年と1595年にそれぞれ被害を与えた。陰鬱な時代を映すものとして、1531年と1587年には黒死病が流行した。
17世紀は装飾の時代だった。1713年には病院が再建された。1770年に役場が建設され、1791年にサン＝ジュリアン教会が廃止された。

## 経済
フランス北東部やポーランドでスーパーマーケットを展開しているシーヴェル・グループ（fr）の本部がある。

## 姉妹都市
- ペピンステル、ベルギー
- コッヘム、ドイツ
- テンタードン、イギリス
- 佐久市、日本